# Canadian Car and Foundry FDB-1
Gregor FDB-1 là một loại máy bay tiêm kích hai tầng cánh của Canada, do Michael Gregor thiết kế vào năm 1938, hãng Canadian Car and Foundry chế tạo.

## Tính năng kỹ chiến thuật Gregor FDB-1

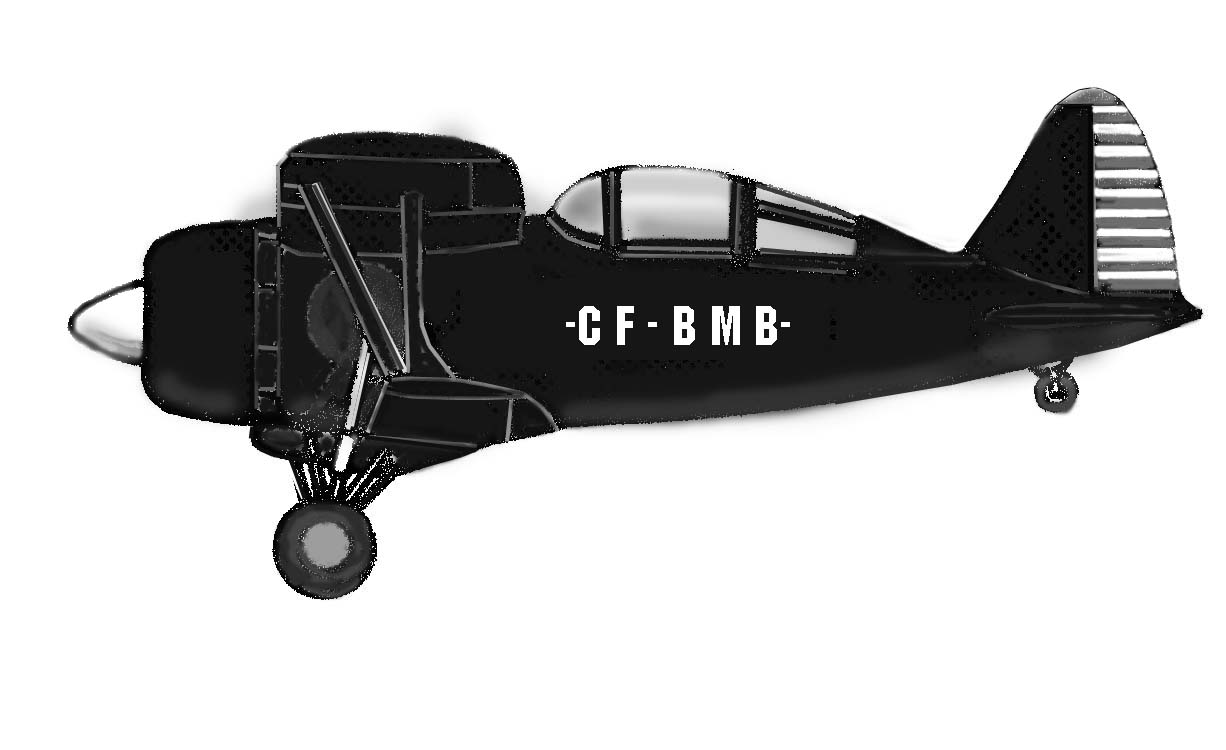
FDB-1

Đặc điểm tổng quát
- Kíp lái: 1
- Chiều dài: 21 ft 8 in (6,604 m)
- Sải cánh: 28 ft (9 m) (8,53 m)
- Chiều cao: 9 ft 4,5 in (2,86m)
- Trọng lượng rỗng: 2.880 lb (1.306 kg)
- Trọng lượng có tải: 4.100 lb (1.859,7 kg)
- Động cơ: 1 × Pratt and WhitneyR-1535-72, 700 hp (521,9 kW)

 Hiệu suất bay 
- Vận tốc cực đại: 261 mph ở độ cao 13.100 ft (420 km/h (261 mph) ở độ cao 4.000 m)
- Tầm bay: 985 mi (1.585 km)
- Trần bay: 32.000 ft (9.906 m)
- Vận tốc lên cao: 3.500 ft/phút (1.066,8 m m/phút)

Trang bị vũ khí

- 2× súng máy 12,7 mm
- 2 bom116 lb (kg)